# Les Pavillons-sous-Bois
Les Pavillons-sous-Bois is een gemeente in het Franse departement Seine-Saint-Denis (regio Île-de-France) en telt 18.420 inwoners (1999). De plaats maakt deel uit van het arrondissement Bobigny.

## Geografie
De oppervlakte van Les Pavillons-sous-Bois bedraagt 2,9 km², de bevolkingsdichtheid is 6351,7 inwoners per km².
De onderstaande kaart toont de ligging van Les Pavillons-sous-Bois met de belangrijkste infrastructuur en aangrenzende gemeenten.

## Demografie
Onderstaande figuur toont het verloop van het inwonertal (bron: INSEE-tellingen).